# Jindřich Panský
Jindřich Panský (Pilsen, 30 juli 1960) is een Tsjechisch tafeltennisspeler. Hoewel hij in Praag 1986 één keer Europees kampioen gemengd dubbelspel werd samen met zijn landgenote Marie Hrachová, kenmerkt zijn carrière zich vooral door het behalen van zilveren medailles.

## Sportieve loopbaan

### Wereldkampioenschappen
Hoewel Panský op het EK 1986 zijn enige internationale seniorentitel behaalde, was het wereldkampioenschap in Göteborg een jaar daarvoor zijn feitelijke sportieve hoogtepunt. Hij haalde er de finale van zowel het dubbelspel voor mannen (met Milan Orlowski) als die in het gemengd dubbel (met Hrachová). Deze leverden Panský in beide gevallen zilver op. De Zweden Mikael Appelgren en Ulf Carlsson waren de sterkeren in de eindstrijd voor mannendubbels en het Chinese duo Cai Zhenhua/Cao Yanhua in die om de gemengd dubbelspel-titel. Zo dicht bij een eindoverwinning zou Panský in zijn zeven WK-deelnames van 1977 tot en met 1989 niet nog eens komen. Op de Olympische Zomerspelen 1988 mocht de Tsjech na één speelronde in het enkelspel zijn koffers pakken,

### Europees niveau
Bij zijn vier deelnames aan Europese kampioenschappen behaalde Panský de titel in het gemengd dubbelspel in 1986, maar niet voordat hij de finale in dezelfde discipline in Moskou 1984 verloor van Jacques Secrétin en Valentina Popova. Ook in Boedapest 1982 nam Panský al een zilveren medaille mee naar huis, toen hij in de eindstrijd van het landentoernooi met Tsjecho-Slowakije verloor van Hongarije.

De Tsjech plaatste zich van 1982 tot en met 1986 voor zes edities van de Europese Top-12, waarin hij eveneens twee zilveren plakken won. In 1984 moest hij de titel aan Jan-Ove Waldner laten, in 1985 aan Andrzej Grubba.

## Competitie
Panský speelt al bijna zijn gehele tafeltenniscarrière voor clubs in de Duitse Bundesliga en 2. Bundesliga. Hij begon in het seizoen 1989/90 bij TTF Ochsenhausen, waarna hij achtereenvolgens voor Post SV Augsburg, RC Protesia Hamburg, VfL Salder en voor Post SV Mühlhausen in dienst trad.